# 卡拉奧拉主教座堂

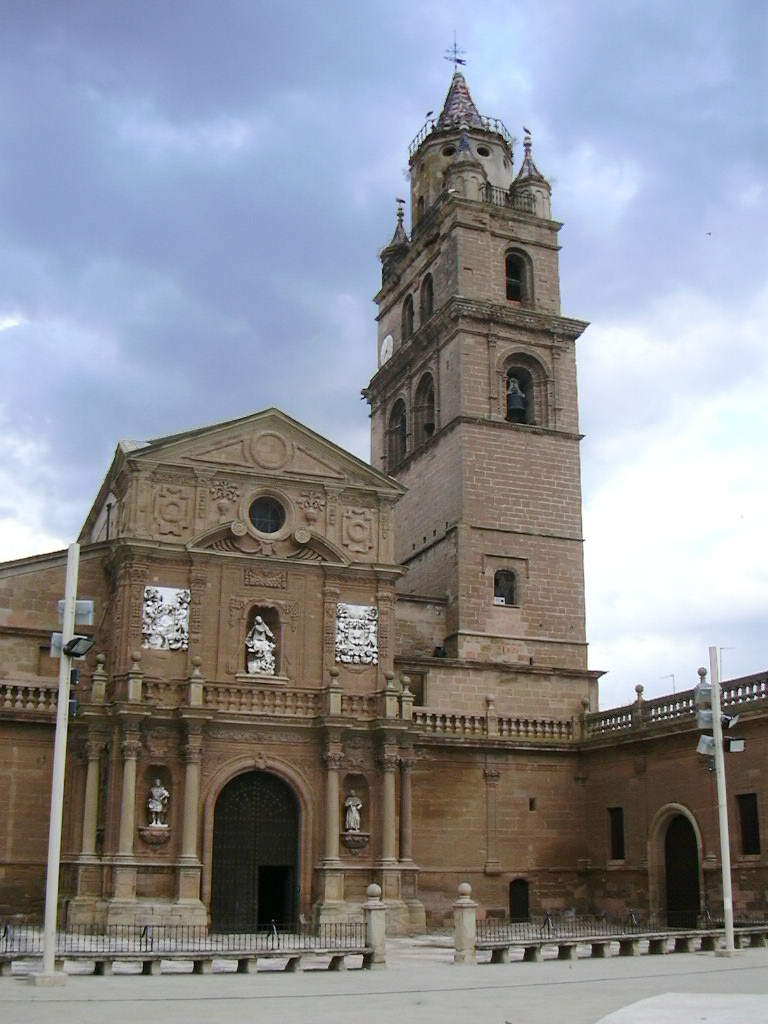
卡拉奧拉主教座堂

卡拉奧拉主教座堂（Calahorra Cathedral）是位於西班牙城市卡拉奧拉的一座羅馬天主教的主教座堂。卡拉奧拉主教座堂在1931年成為西班牙保護建築。

## 外部連結
- Virtual Tour of the Cathedral of Santa María（页面存档备份，存于）